# 福利斯

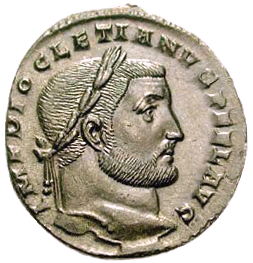
戴克里先时期（公元284-305年）发行的一福利斯铜币。

福利斯--古罗马和拜占庭发行的一种铜币。

## 罗马钱币
公元294年，戴克里先进行了币制改革，开始发行福利斯大铜币，币重大约10克，含银量在4%左右。福利斯（Follis）在拉丁语中是“袋子”的意思，这个词在古代已经被用于表示装有特定数量钱币的密封袋，还有另外一种可能就是来自古希腊文"φολίς"，意思是覆盖在各种物体表面的一层薄薄的金属，最初这种钱币上确实是镀了一层银的。公元4世纪中期，一系列的戴克里先铜币开始发行流通，可以把它们归为AE1，AE2，AE3和AE4四类。最初，最大的铜币直径是27毫米左右，到后来最小的只有17毫米。
| AE1        | AE2       | AE3       | AE4        |
| ---------- | --------- | --------- | ---------- |
| 大于25毫米 | 21-25毫米 | 17-21毫米 | 少于17毫米 |

## 拜占庭钱币

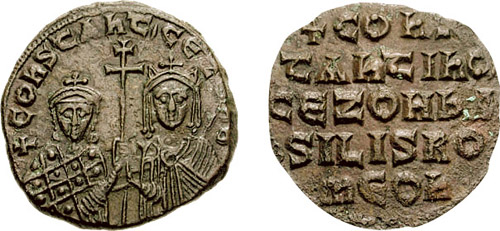
君士坦丁七世时期发行的福利斯

拜占庭福利斯于公元498年开始发行，其中包括一系列用希腊数字来标识币值的铜币。还有一种称为法尔（福利斯的劣质币）的铜币在公元8世纪末在倭马亚和阿拔斯王朝开始发行，最初的法尔币更像是在仿制福利斯。